# Chirang (distrikt i Indien)
Chirang är ett distrikt i Indien.   Det ligger i delstaten Assam, i den östra delen av landet, 1 300 km öster om huvudstaden New Delhi. Antalet invånare är 482 162.
Följande samhällen finns i Chirang:
- Bongaigaon
- Bijni
- Bāsugaon